# Avenida Brasil (Juiz de Fora)
Avenida Brasil é uma importante avenida da cidade de Juiz de Fora, Minas Gerais. Continuação da BR-267, foi construída pelo governo federal, sendo mantida pela administração municipal. Com cerca de 12 km de extensão, margeia o Rio Paraibuna no centro da cidade, por ambos os lados. 
Nela estão localizados importantes pontos de Juiz de Fora, como o Museu Ferroviário e o Terminal Rodoviário Miguel Mansur. Em um de seus trechos, na altura da esquina com a Rua Halfeld, é realizada todos os domingos, desde 1968, a maior feira livre da cidade. Até 2016 o carnaval de Juiz de Fora também foi realizado na via, em um trecho na altura dos fundos do Museu Mariano Procópio.